# 云南黄花稔
云南黄花稔（学名：Sida yunnanensis）为锦葵科黄花稔属下的一个种。生长在海拔760—1400米。其种加词 yunnanensis 意为“云南的”。